# Derry Girls
Derry Girls ist eine nordirische Coming-of-Age-Serie aus dem Jahr 2018. Erdacht wurde sie von Lisa McGee. Die Serie zeigt das Alltagsleben einer Teenagergruppe während des Nordirlandkonflikts Anfang der 1990er-Jahre. Die erste Staffel feierte am 4. Januar 2018 Premiere, die zweite Staffel wurde vom 5. März 2019 bis zum 9. April 2019 ausgestrahlt. Channel 4 kündigte am Abend des zweiten Staffelfinales an, dass die Serie um eine dritte Staffel verlängert werde. Eine vierte Staffel ist nicht vorgesehen, wie Lisa McGee bestätigte.

## Handlung
Die Serie spielt in der nordirischen, katholisch geprägten Stadt Derry. Dort zeigt sie den Alltag der Teenager Erin, ihrer Cousine Orla sowie deren Freundinnen Clare, Michelle und Michelles englischem Cousin James.

### Staffel 1
| Nr. (ges.) | Nr. (St.) | Deutscher Titel | Originaltitel | Erstausstrahlung UK | Deutschsprachige Erstausstrahlung (D) | Regie          | Drehbuch   |
| --- | --------- | --------------- | ------------- | ------------------- | ------------------------------------- | -------------- | ---------- |
| 1 | 1         | Folge 1         | Episode One   | 4. Jan. 2018        | 28. Dez. 2018                         | Michael Lennox | Lisa McGee |
| Im Nordirland der 90er-Jahre herrscht ein Konflikt zwischen protestantischen und katholischen Interessenvertretern. Eine Bombe auf einer Brücke versetzt die Bevölkerung in Aufruhr. Für die Teenager Erin, Orla, Michelle, Clare und James gibt es jedoch viel wichtigere Dinge, nämlich die eigene Pubertät. Erin und Orla sind Cousinen und wohnen zusammen mit Erins Mutter Mary, Aunt Sarah (Marys Schwester, Orlas Mutter und somit Erins Tante), Erins Vater Gerry und Opa Joe unter einem Dach. Am ersten Tag des neuen Schuljahres stellt Michelle ihren Freundinnen Erin, Clare und Orla ihren Cousin James vor. Michelles Tante verließ Derry vor etwa 16 Jahren, um in England eine Abtreibung durchführen zu lassen. Diese ließ sie nie durchführen, sondern blieb dort, bevor sie 16 Jahre später mit ihrem Sohn James wieder nach Derry zurückkehrt. James hat zunächst große Angst, dass er auf der Jungenschule aufgrund seines englischen Akzents permanent gemobbt werden würde. Daher wird er der erste männliche Schüler der katholischen Mädchenschule von Derry. Im Bus zur Schule bedroht Michelle eine Siebtklässlerin, weshalb sie, ihre Freundinnen und James von der Vertrauensschülerin Jenny Joyce zur Rede gestellt werden. Als Michelle sich weigert, sich bei der Siebtklässlerin zu entschuldigen, meldet Jenny den Vorfall der Nonne Sister Michael, die gleichzeitig Schulleiterin der Mädchenschule ist. Sie verdonnert die Gruppe zum Nachsitzen, wodurch Erin den Auftritt der Band ihres Schwarms David verpasst. Die 97-Jährige Nonne, die das Nachsitzen beaufsichtigt, verstirbt währenddessen. |           |                 |               |                     |                                       |                |            |
| 2 | 1         | Folge 2         | Episode Two   | 11. Jan. 2018       | 28. Dez. 2018                         | Michael Lennox | Lisa McGee |
| Die Schule bietet für alle Interessierten einen Ausflug nach Paris an. Erin, Clare, Orla, Michelle und James wollen auf jeden Fall dabei sein, können sich die 375 £ für die Reise aber nicht leisten. Jenny profiliert sich vor den anderen damit, dass sie das Geld aus einem Treuhandfonds entnimmt, den ihre Eltern für sie angelegt haben. Keine der Familien der Freundesgruppe hat allerdings einen Treuhandfonds für ihre Kinder zur Verfügung. Daher beschließen die Freunde, sich das Geld mit Nebenjobs zu verdienen. Michelle stiehlt folglich eine Pinnwand aus der Fish-and-Chips-Imbissbude von Derry, auf der Jobangebot angebracht sind. Sie will vermeiden, dass sich eine andere Person vorher bewirbt. Clare plagen wegen des Diebstahls Schuldgefühle, sie beichtet diesen ihrer Mutter. Die Besitzerin der Imbissbude erfährt dadurch, wer die Pinnwand entwendet hat. Zur Strafe müssen die Freunde den Imbiss reinigen. Da sie versehentlich Mayonnaise anstelle von Putzmittel verwenden, betritt Michelle frustriert und unerlaubterweise die Privatwohnung der Imbissbesitzerin im Stockwerk darüber, um sich zu betrinken. Mit dem Alkohol aus der Hausbar mischt sie brennende Shots und steckt mit diesen die Wohnung in Brand. Erin und Orla rufen ihre Mütter Mary und Sarah zur Hilfe, die die Situation retten sollen. Doch die Besitzerin kehrt vor der Vertuschungsaktion zu ihrer Wohnung zurück und erwischt alle in flagranti. Ma Mary lügt und sagt, Michelle sei lediglich mit einer Kerze in der Hand gestolpert. |           |                 |               |                     |                                       |                |            |
| 3 | 1         | Folge 3         | Episode Three | 18. Jan. 2018       | 28. Dez. 2018                         | Michael Lennox | Lisa McGee |
| Nachdem die Freunde die ganze Nacht für ihre Prüfungen „gelernt“ haben, sehen sie auf dem Schulweg einen einsamen Hund durch die Straßen laufen. Dieser sieht aus wie Erins Hund Toto, der allerdings vor einiger Zeit von einem Auto überfahren wurde. Der Hund läuft vor den Teenagern weg, doch sie verfolgen ihn bis in eine Kirche, wo sie plötzlich vor einer Marienstatue stehen. Völlig übernächtigt und unter dem Einfluss von Restalkohol bilden sich alle ein, dass die Statue sie anlächle. Der Hund bellt plötzlich, was aber nur Erin zu interessieren scheint, weshalb sie dem Hund in das zweite Stockwerk der Kirche folgt. Dieser steht über der Marienstatue und uriniert auf diese. Für die vor der Statue verbliebenen Teenager sieht es aus, als würde Maria weinen. Die Gruppe entscheidet, Sister Michael ihre „übernatürlichen“ Erfahrungen zu beschreiben, um damit nicht an den Prüfungen teilnehmen zu müssen. Erin verschweigt die Wahrheit, nicht zuletzt, da sich der attraktive Priester Peter für die Geschichte interessiert und der Gruppe zur Seite stehen soll. Der Pfarrer glaubt, dass der Hund Toto auferstanden sei und den Teenagern den Weg zur Kirche gewiesen habe. Als Beweis soll die Box ausgegraben werden, in der Toto liegt, was Erin sehr nervös macht, da sein Kadaver noch in der Box liegen muss. Doch die Box ist leer, was Erin sehr wundert. Sie konfrontiert ihre Mutter mit dieser Tatsache, die daraufhin zugibt, Toto an die Nachbarin Maureen Malarkey gegeben zu haben. Wütend darüber, sagt Erin ihren Freunden die Wahrheit über die weinende Marienstatue, doch die Gruppe beschließt, die Lügengeschichte aufrechtzuerhalten. Peter offenbart Erin, dass sein Glaube und Zölibat auf die Probe gestellt würde und er überlegt habe, mit einer Frau, die er liebt, zu verschwinden. Doch die Geschichte der Teenager habe ihn in seinem Glauben gefestigt. Erin glaubt, dass sie die Geliebte sei und beichtet ihm, dass die Geschichte der Marienstatue erfunden ist. Peter macht ihr klar, dass nicht sie die Frau sei, die er liebt, was Erin sehr enttäuscht. Da die Geschichte nun als Lüge enttarnt wurde, sind die Teenager als Lügner gebrandmarkt und müssen doch die Prüfungen schreiben. |           |                 |               |                     |                                       |                |            |
| 4 | 1         | Folge 4         | Episode Four  | 25. Jan. 2018       | 28. Dez. 2018                         | Michael Lennox | Lisa McGee |
| Im Rahmen eines internationalen Programms zur Unterstützung von Opfern der Tschernobyl-Katastrophe besuchen einige ukrainische Schülerinnen und Schüler die Stadt Derry. Sie wohnen bei nordirischen Familien und besuchen auch die örtlichen Schulen. Die ukrainische Schülerin Katya, eine Anhängerin der Gothic-Szene, wohnt für die Zeit des Austauschs bei Erin und Orla zu Hause. Sie interessiert sich nicht sonderlich für das Leben in Nordirland und sagt Erin, der Nordirlandkonflikt sei sinnlos und unsinnig. Dennoch ist Katya sehr von James angetan und küsst ihn unverhofft vor den Augen aller anderen. Die Vertrauensschülerin Jenny veranstaltet für alle Ukrainer und deren Gastschüler eine Party. Erin ist sehr argwöhnisch, was das Verhältnis von Katya und James betrifft. Sie findet Kondome in Katyas Tasche und bekommt von diversen Ukrainern auf der Party Geld in die Hand gedrückt, mit dem Auftrag, es an Katya weiterzugeben. Sie glaubt deshalb, Katya sei eine Prostituierte und ließe sich von James bezahlen, der auf der Party mit ihr schlafen möchte. Damit konfrontiert sie Katya vor der Partygesellschaft. Diese erklärt wütend, dass sie Geld sammle, um Jenny – als Dankeschön für die Party – ein Geschenk zu kaufen. Michelle indessen ist verliebt in den Ukrainer Artem, der bei Jennys Familie wohnt. Auf der Party findet sie jedoch heraus, dass Artem in Wahrheit ein irischer Protestant aus Belfast ist, der seine Gruppe, die nach Ibiza fliegen wollte, in Derry verloren hat. Aus Angst vor der katholischen Bevölkerung in Derry gab er sich als Ukrainer aus. Nachdem sie von Erin beleidigt wurde, entscheidet sich Katya, für den Rest des Aufenthalts bei Jenny zu wohnen. Ma Mary und Aunt Sarah entdecken indes, dass ihr Vater (Granda Joe) eine neue Frau kennengelernt hat und sind darüber alles andere als begeistert. |           |                 |               |                     |                                       |                |            |
| 5 | 1         | Folge 5         | Episode Five  | 1. Feb. 2018        | 28. Dez. 2018                         | Michael Lennox | Lisa McGee |
| Am 12. Juli wollen Erins und Orlas Familie den Orange Walks (Märsche und Demonstrationen des protestantischen Orange Order) aus dem Weg gehen. Sie beschließen, Nordirland für einen Urlaub in der Republik Irland zu verlassen. Michelle, Clare und James schließen sich der Reisegruppe an. Auf dem Weg nach Irland bemerken sie, dass ein Mitglied der IRA, Emmett, sich in ihrem Kofferraum versteckt. Gerry und Granda Joe streiten sich an einer Raststätte darüber, ob sie Emmett im Kofferraum über die Grenze schmuggeln sollen, oder nicht. Wenn ja, riskieren sie es, für viele Jahre ins Gefängnis zu wandern. Innerhalb des Diners der Raststätte, legt Sarah für Michelle Tarotkarten, was dazu führt, dass Michelle in Emmett ihren zukünftigen Ehemann sieht. Gerry und Joe streiten sich weiterhin über persönliche Ansichten, was die ganze Reisegruppe auf Trab hält. Währenddessen schleicht sich Emmett aus dem Diner, stiehlt verschiedene Dinge aus Gerrys Auto und klettert in den Kofferraum eines anderen Autos, welches gerade den Rastplatz verlässt. |           |                 |               |                     |                                       |                |            |
| 6 | 1         | Folge 6         | Episode Six   | 8. Feb. 2018        | 28. Dez. 2018                         | Michael Lennox | Lisa McGee |
| Nachdem bekannt wird, dass die Chefredakteurin der Schülerzeitung ernsthaft erkrankt ist, nimmt Erin ihre Rolle ein. Die restlichen Mitglieder der Schülerzeitung sind sauer auf Erin und quittieren aus Protest ihren Dienst, da sie den Posten aus Respekt nicht neu vergeben wollten. Erin engagiert kurzerhand ihre Clique als Redaktionsteam. Erin findet einen anonymen Zettel einer Schülerin, auf dem diese sich als lesbisch outet. Entgegen Clares Rat, veröffentlicht Erin diesen Zettel in der Schülerzeitung. Die Ausgabe mit dem Artikel „The Secret of a Lesbian“ wird zwar von Sister Michael zensiert, zieht jedoch trotzdem seine Kreise, da die Freunde die Zeitung – entgegen Sister Michaels Verbot – verteilen. Clare vertraut Erin später an, dass sie die Verfasserin des Briefs sei. Erin wird Clare gegenüber sehr abfällig und sagt ihr, sie solle sich schämen. Clare hört auf, sich mit Erin zu treffen, was auch James dazu bringt, mehr mit Zeit mit Clare als mit Erin zu verbringen. Bei einer Talentshow in der Schule führt Orla zu Madonnas „Like a Prayer“ („Pray“ in der internationalen Netflix-Version) einen Step-Aerobic-Tanz vor. Erin, Clare, Michelle und James feuern Orla gemeinsam an, was den Streit von Erin und Clare beendet. In der Zwischenzeit sehen die nordirischen Familien in den Nachrichten, dass zwölf Personen bei einer Bombenexplosion gestorben sind. |           |                 |               |                     |                                       |                |            |

## Besetzung
| Rolle           | Schauspieler           |
| --------------- | ---------------------- |
| Erin Quinn      | Saoirse-Monica Jackson |
| Clare Devlin    | Nicola Coughlan        |
| Orla McCool     | Louisa Harland         |
| Michelle Mallon | Jamie-Lee O’Donnell    |
| James Maguire   | Dylan Llewellyn        |
| Ma Mary         | Tara Lynn O’Neill      |
| Aunt Sarah      | Kathy Kiera Clarke     |
| Sister Michael  | Siobhan McSweeney      |
| Da Gerry        | Tommy Tiernan          |
| Granda Joe      | Ian McElhinney         |
| David Donnelly  | Anthony Boyle          |
| Jenny Joyce     | Leah O’Rourke          |
| Katya           | Diona Doherty          |
| Father Peter    | Peter Campion          |
| Emmett          | Terence Keeley         |

## Produktion
Die Serie wurde von der britischen Firma Hat Trick Productions aus London produziert. Ihre Premiere feierte sie am 4. Januar 2018 auf Channel 4. Die internationale Erstausstrahlung fand am 21. Dezember 2018 auf Netflix statt. Seitdem wird die Serie auch als Netflix Original deklariert und über den Streamingdienst angeboten. Die Serie wurde für den internationalen Markt nicht synchronisiert, sie ist nur im Originalton in irischem Englisch und Untertiteln abrufbar.

## Trivia
- Zu Beginn der ersten Folge sieht man Jugendliche, die ein Straßenschild mit der Aufschrift Welcome to Londonderry mit schwarzer Farbe besprühen, sodass daraus nur noch Welcome to Derry zu lesen ist. Sachbeschädigungen dieser Art sind in der Tat häufig. Dies ist auf einen Namensdisput zwischen irischen Nationalisten und den Unionisten zurückzuführen. Während die Unionisten den offiziellen Namen „Londonderry“ bevorzugen, so akzeptieren die Nationalisten ausschließlich „Derry“.
- Nicola Coughlan war bereits 30, als sie die Rolle des Teenagers Clare Devlin übernahm.
- Während der Dreharbeiten zur fünften Episode, in der ein Orange Walk inszeniert wurde, gab es gelegentlich Vorfälle, in denen wütende Bewohner Gegenstände auf die Parade warfen. Dies geschah, obwohl im Vorfeld darauf hingewiesen wurde, dass es sich um Dreharbeiten handelt.
- Im Januar 2019 wurde ein riesiges Gemälde, welches die fünf Hauptfiguren darstellt, auf die Hauswand einer Bar im Zentrum von Derry gemalt.